# Jean Brichaut
Jean Brichaut (ur. 29 lipca 1911 w Liège, zm. 4 sierpnia 1962) – belgijski piłkarz występujący na pozycji napastnika, reprezentant kraju.

## Kariera piłkarska
Podczas kariery klubowej występował w latach 1929–1936 w Standardzie Liège. Według statystyk, w 163 występach w koszulce Standardu, strzelił 103 bramki. 
Brichaut zadebiutował w reprezentacji Belgii 1 maja 1932 w wygranym 5:2 spotkaniu z Francją. Brichaut strzelił w debiucie jedną z bramek dla Czerwonych Diabłów.
W 1934 roku został powołany na Mistrzostwa Świata. Nie wystąpił w żadnym spotkaniu. Po raz ostatni w drużynie narodowej pojawił się 16 lutego 1936, w przegranym 0:2 meczu z Polską. Łącznie w latach 1932–1936 Brichaut wystąpił w 12 spotkaniach, w których strzelił 3 bramki.
| Mecze i gole w reprezentacji | Mecze i gole w reprezentacji | Mecze i gole w reprezentacji | Mecze i gole w reprezentacji | Mecze i gole w reprezentacji | Mecze i gole w reprezentacji | Mecze i gole w reprezentacji |
| #                            | Data                         | Miasto                       | Przeciwnik                   | Gol                          | Wynik                        | Rozgrywki                    |
| ---------------------------- | ---------------------------- | ---------------------------- | ---------------------------- | ---------------------------- | ---------------------------- | ---------------------------- |
| 1.                           | 01.05.1932                   | Bruksela                     | Francja                      | Gol                          | 5:2                          | towarzyski                   |
| 2.                           | 05.06.1932                   | Kopenhaga                    | Dania                        |                              | 4:3                          | towarzyski                   |
| 3.                           | 12.06.1932                   | Sztokholm                    | Szwecja                      |                              | 1:3                          | towarzyski                   |
| 4.                           | 11.12.1932                   | Bruksela                     | Austria                      |                              | 1:6                          | towarzyski                   |
| 5.                           | 12.02.1933                   | Bruksela                     | Włochy                       |                              | 2:3                          | towarzyski                   |
| 6.                           | 04.06.1933                   | Warszawa                     | Polska                       | Gol                          | 1:0                          | towarzyski                   |
| 7.                           | 11.06.1933                   | Wiedeń                       | Austria                      |                              | 1:4                          | towarzyski                   |
| 8.                           | 26.11.1933                   | Bruksela                     | Dania                        |                              | 2:2                          | towarzyski                   |
| 9.                           | 21.01.1934                   | Bruksela                     | Francja                      |                              | 2:3                          | towarzyski                   |
| 10.                          | 25.02.1934                   | Dublin                       | Irlandia                     |                              | 4:4                          | El. MŚ 1934                  |
| 11.                          | 11.03.1934                   | Amsterdam                    | Holandia                     | Gol                          | 3:9                          | towarzyski                   |
| 12.                          | 16.02.1936                   | Bruksela                     | Polska                       |                              | 0:2                          | towarzyski                   |